# Dvojdům pro Emila Fillu a Františka Krejčího
Dvojdům pro Emila Fillu a Františka Krejčího je dům čp. 493, 494, Lomená 10, 12, Praha 6 – Střešovice, který navrhl v letech 1922–1924 architekt Pavel Janák za spolupráce Jaroslava Vondráka a Emila Filly.

## Popis

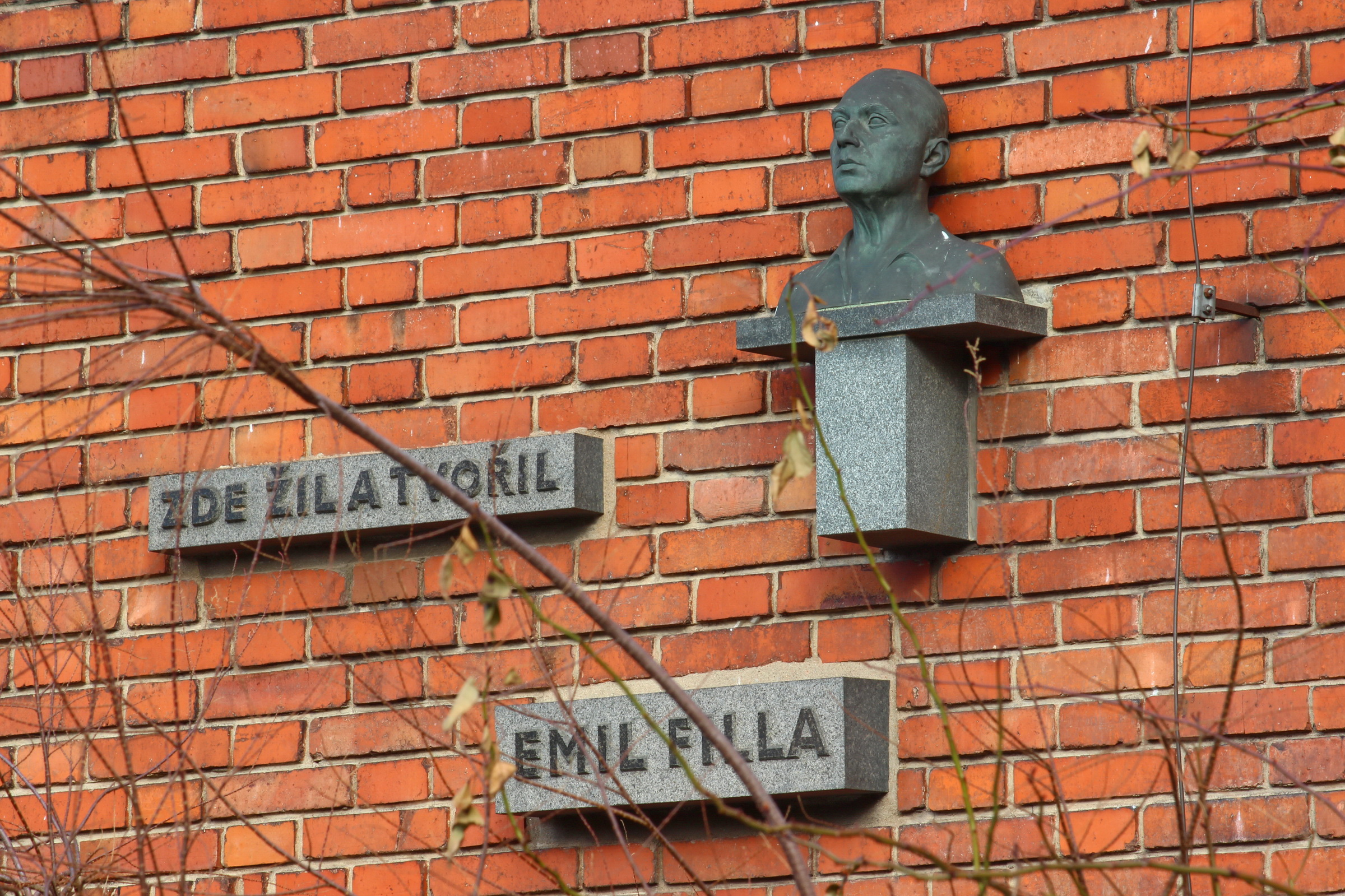
Busta Emila Filly od Otto Gutfreunda

Dvojdům byl navržen pro profesora Františka Krejčího (čp. 493), který přednášel na Karlově univerzitě filosofii, logiku a psychologii, a jeho zetě, malíře Emila Fillu (čp. 494). Jako autor projektu je v literatuře a dle svědectví potomků původních vlastníků uváděn architekt Pavel Janák, který navrhoval také sousední vily, signatura na plánech však chybí. Ty jsou ve většině případů podepsány architektem Jaroslavem Vondrákem.
Třípodlažní dvojvila je postavena ve svažitém terénu. Dispozice obou částí je osově symetrická, s drobnými rozdíly v suterénu a podkroví. U spodního čp. 494 je suterén polozapuštěný a kromě sklepů má navíc prádelnu, v podkroví je pak umístěn malířův ateliér s velkým prosklením na severní stranu. V přízemí je přes malé zádveří vstup do schodišťové haly a dále do pokojů a kuchyně s pokojíkem pro služku (s dodatečně navrženým samostatným vstupem ze zahrady). V patře jsou vždy dvě ložnice, z nichž menší má lodžii, dnes uzavřenou prosklenou stěnou, dále jsou tam šatna a veliká koupelna.
Fasády jsou z režného zdiva s nadpražím, zvýrazněným svisle kladenými cihlami. Ve štítové, severní fasádě je umístěno velké ateliérové okno, akcentované po obou stranách nad střechu vybíhajícími rizality „falešných“ komínů. Do zahrady je fasáda prolomena dvěma velkými lodžiemi s lehkým kovovým zábradlím. Střeše dominují tři komíny z režného zdiva. Společný komín uprostřed domu je řešen jako mohutný válec, posazený na menší čtvercový hranol. Každá část dvojdomu má ještě další vlastní komín, obdélný hranol dole opět menší, posazený kolmo na hřeben střechy.
Na známého umělce od roku 1965 upomíná na západní fasádě čp. 494 nápis „Zde žil a tvořil Emil Filla“ a malířova busta z roku 1926, kterou vytvořil sochař Otto Gutfreund. Pojetí fasád je, v porovnání s některými realizacemi ze stejné doby na pražské Ořechovce, progresivně modernistické.